# Maksim Gennad'evič Rešetnikov
Maksim Gennad'evič Rešetnikov (in russo Максим Геннадьевич Решетников?; Perm', 11 luglio 1979) è un politico russo, Ministro dello sviluppo economico dal 21 gennaio 2020.

## Biografia
Nato e cresciuto a Perm' si è laureato nel 2000 presso la Facoltà di Economia Cibernetica dell'Università Statale di Perm' in economia e matematica e poi nuovamente nel 2002 come traduttore. Nel 2003 ha difeso la sua tesi in "Gestione dell'economica regionale secondo i flussi finanziari: principi e modelli (basato sull'esempio del territorio di Perm')" per il titolo di candidato di scienze economiche.
A partire dal 2000 ha lavorato per l'amministrazione del territorio di Perm', ricoprendo anche diverse posizioni di vertice per poi passare nel 2009 al governo di Mosca.

### Carriera politica
Il 6 febbraio 2017 attraverso decreto del Presidente Vladimir Putin è stato nominato governatore ad interim del territorio di Perm' fino allo svolgimento delle elezioni governatoriali. Il successivo 14 giugno ha ufficializzato la sua candidatura a governatore col partito Russia Unita (nel quale è entrato poi nel mese di dicembre), vincendo le elezioni del 10 settembre con l'82,06% dei voti. L'8 dicembre 2018 è stato incluso nel Consiglio supremo del partito.
Il 21 gennaio 2020 sempre attraverso decreto presidenziale è stato nominato Ministro dello sviluppo economico nel governo Mišustin. In seguito al riconoscimento da parte della Federazione Russa dell'indipendenza delle Repubbliche Popolari di Doneck e Lugansk è stato sanzionato dall'Unione europea mentre dopo l'invasione russa dell'Ucraina è stato aggiunto alla lista delle sanzioni anche dal Canada.

## Vita privata
È sposato e ha tre figli.